# Karlsruhe Hauptbahnhof
Karlsruhe Hauptbahnhof – główna stacja kolejowa badeńskiego miasta Karlsruhe, położona na południe od śródmieścia.

## Historia

### Stary dworzec
Początkowo, gdy zbudowano Główną Kolej Badeńską (z Mannheim do Bazylei), zaprojektowany przez Friedricha Eisenlohra dworzec w Karlsruhe powstał około 500 m na południe od Rynku, koło bramy miejskiej Ettlinger Tor. Został otwarty 1 kwietnia 1843 i posiadał dwie krawędzie peronowe. Od początku był dworcem przelotowym. Na południe od dworca powstała lokomotywownia, zaś na wschód – tereny dworca towarowego. Początkowo szerokość torów wynosiła 1600 mm, po kilku latach nietypową linię przebudowano i rozpoczęto budowę dalszych. Tory przebiegały na poziomie terenu, powstałe z czasem dalsze linie posiadały ze względu na bliskość zabudowy niewielkie promienie skrętu. Ponieważ oczekiwanie na przejazdach było bardzo uciążliwe, a sam nieduży dworzec nie odpowiadał już potrzebom znacznie powiększonego miasta, zdecydowano się na budowę nowego. Rozważano budowę estakady kolejowej przez miasto lub poprowadzenie torów w zagłębieniu, najkorzystniejszy okazał się wariant przeniesienia dworca i zmiany przebiegu linii kolejowych w mieście. Po przeniesieniu dworca stary budynek przekształcono w halę targową, a po jej zburzeniu w latach 60. zbudowano w tym miejscu Badeński Teatr Państwowy (Badisches Staatstheater).

### Nowy dworzec
Obecny dworzec został wzniesiony około 2 km na południe od dotychczasowego i nieopodal zbudowanej kilkanaście lat wcześniej na tzw. linii strategicznej stacji rozrządowej. Budowa dworca według planów Augusta Stürzenackera trwała od 1910 r., a w nocy z 22 na 23 października 1913 został włączony do ruchu. Stacja i jej rozjazdy zajęły tereny należące wcześniej do gminy Beiertheim, a także część Ogrodu Miejskiego i tzw. Ogrodów za Łaźnią Stefanii, w którym wycięto najstarszą wówczas w Europie topolę kanadyjską. Perony stacji ulokowano na nasypie, z dostępem poprzez tunel pieszy. Poprzecznie do osi tunelu, po północnej (miejskiej) stronie torów ulokowano halę wejściową z poczekalniami i kasami. Budynek łączy w sobie cechy secesji i neoklasycyzmu. Drugie przejście podziemne, dla podróżnych przyjeżdżających, zbudowano na wschodnim krańcu peronów. Pięcionawowa hala peronowa, wzorowana na zbudowanej kilka lat wcześniej na dworcu we Wrocławiu, przekrywa pięć peronów wyspowych. Na południe od niego istniał początkowo jeden peron odkryty. Na wschód od dworca powstał budynek poczty dworcowej, zaś na zachód – dodatkowe perony czołowe, a także dworzec kolei wąskotorowej Albtalbahn. Budynki hoteli i restauracji na zaprojektowanym wraz z dworcem i otoczonym arkadami placu przeddworcowym tworzą harmonijną całość w stylu typowym dla ostatnich lat przed I wojną światową. Tydzień przed uruchomieniem dworca otwarto dwie linie tramwajowe, wjeżdżające na plac z północy i północnego wschodu.

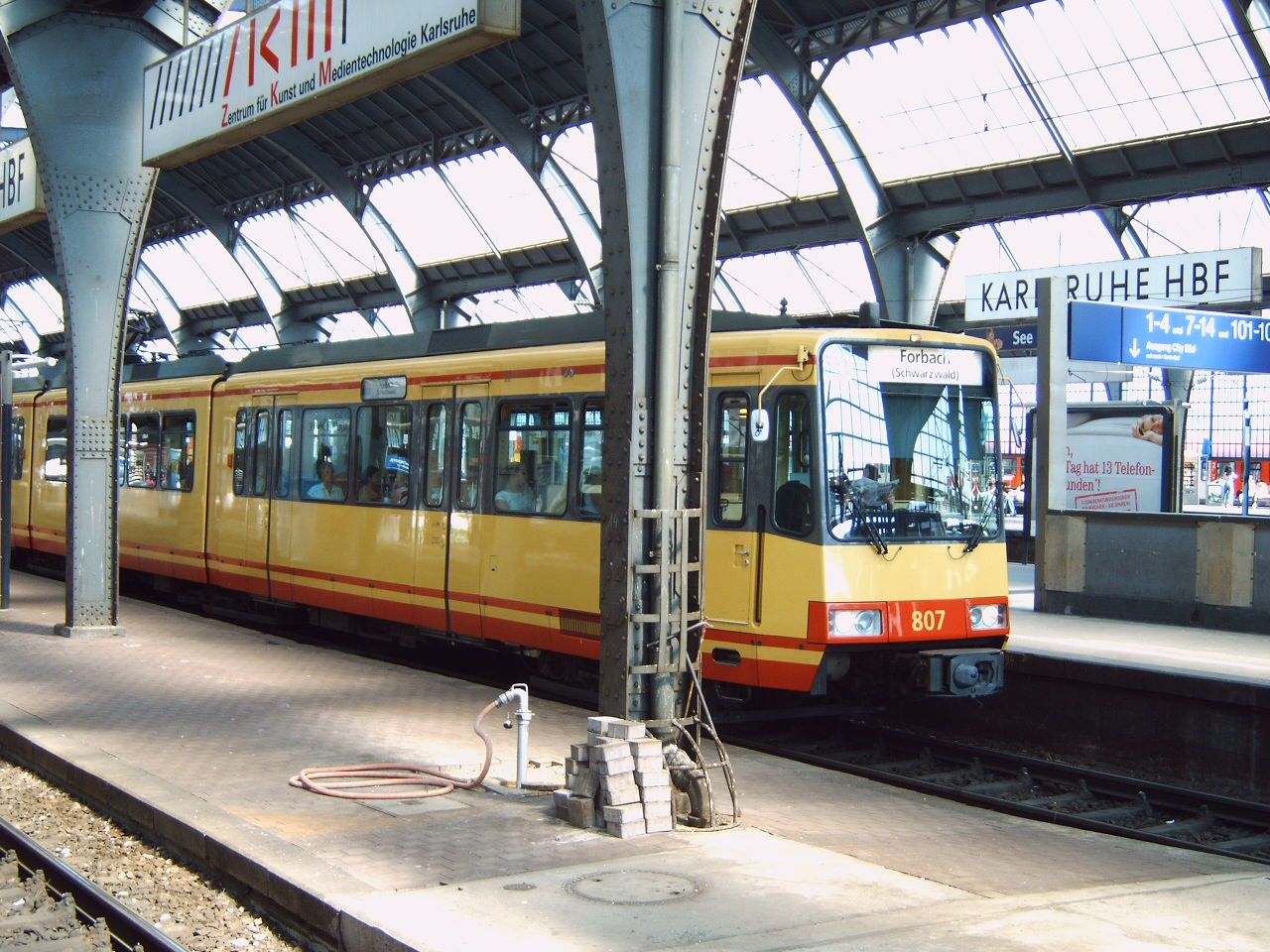
Tramwaj dwusystemowy w hali dworca

Po II wojnie światowej, w której dworzec nie ucierpiał, przebudowano plac przeddworcowy – zbudowano przejście podziemne, zmodernizowano przystanki tramwajowe. W końcu lat 90. przejście podziemne zamknięto, a ruch na placu uspokojono. Na samym dworcu zbudowano jeszcze jeden peron przelotowy, zaś po wprowadzeniu tramwaju dwustystemowego i rampy łączącej na zachód od stacji sieć kolejową i tramwajową zlikwidowano część peronów czołowych. Dwa perony przedłużono w kierunku wschodnim i nieco podwyższono, przystosowując do ruchu pociągów ICE.

## Znaczenie komunikacyjne
Przez stację przejeżdża w dni powszednie około 150 pociągów dalekobieżnych, głównie linie ICE i IC na trasie nadreńskiej, a także ze Strasburga do Stuttgartu. Ponadto na dworcu głównym w Karlsruhe rozpoczynają swój bieg liczne pociągi regionalne i przyspieszone, kursują także pociągi kolei aglomeracyjnej obsługiwanej przez Deutsche Bahn i Albtal-Verkehrs-Gesellschaft. Linie tramwaju dwusystemowego i miejskiego korzystają z czterech peronów na placu przeddworcowym. Według danych kolei ze stacji korzysta codziennie około 55 tys. podróżnych.
Na południe od stacji znajduje się południowy plac przeddworcowy. Długo niezagospodarowany, mieści obecnie (2006) dworzec autobusów dalekobieżnych. Planowana jest zabudowa okolic placu, mają powstać m.in. dwa wieżowce.